# Callistina
Sous-tribu
Synonymes
- Callistidae Laporte, 1834
- Callistini Laporte, 1834
- Eusynetadae Gistel, 1856

Les Callistina sont une sous-tribu de coléoptères de la famille des Carabidae, de la sous-famille des Licininae et de la tribu des Chlaeniini.

## Genres
- Callistomimus Chaudoir, 1872
- Callistus Bonelli, 1810